# Phyllophaga tajimaroana
Phyllophaga tajimaroana är en skalbaggsart som beskrevs av Moron 2000. Phyllophaga tajimaroana ingår i släktet Phyllophaga och familjen Melolonthidae. Inga underarter finns listade i Catalogue of Life.